# Kroatië op de Olympische Zomerspelen 2016
Kroatië nam deel aan de Olympische Zomerspelen 2016 in Rio de Janeiro, Brazilië. De selectie bestond uit 87 sporters, actief in 18 verschillende sportdisciplines. De ploeg was kleiner dan bij de voorgaande twee Olympische Spelen, maar de Olympische Zomerspelen 2016 waren de meest succesvolle Zomerspelen voor Kroatië in haar olympische geschiedenis. Het land won vijf gouden medailles, twee meer dan vier jaar eerder, driemaal zilver en tweemaal brons. Waterpoloër Josip Pavić droeg de nationale vlag tijdens de openingsceremonie. De broers Martin en Valent Sinković wonnen in het roeien goud bij de dubbel-twee. Ze droegen gezamenlijk de Kroatische vlag bij de sluitingsceremonie.

## Medailleoverzicht
| Sport       | Olympiër                        | Onderdeel                      | Medaille |
| ----------- | ------------------------------- | ------------------------------ | -------- |
| Atletiek    | Sandra Perković                 | discuswerpen (v)               | Goud     |
| Atletiek    | Sara Kolak                      | speerwerpen (v)                | Goud     |
| Roeien      | Martin Sinković Valent Sinković | dubbel-twee (m)                | Goud     |
| Schietsport | Josip Glasnović                 | trap (m)                       | Goud     |
| Zeilen      | Šime Fantela Igor Marenić       | 470 (m)                        | Goud     |
| Roeien      | Damir Martin                    | skiff (m)                      | Zilver   |
| Waterpolo   | Olympisch team                  | mannen                         | Zilver   |
| Zeilen      | Tonči Stipanović                | Laser (m)                      | Zilver   |
| Atletiek    | Blanka Vlašić                   | hoogspringen (v)               | Brons    |
| Boksen      | Filip Hrgović                   | superzwaargewicht (+91 kg) (m) | Brons    |

## Deelnemers en resultaten
(m) = mannen, (v) = vrouwen, (g) = gemengd

### Atletiek
| Olympiër         | Discipline               | Resultaat | Prestatie                                                               |
| ---------------- | ------------------------ | --------- | ----------------------------------------------------------------------- |
| Ivan Horvat      | polsstokhoogspringen (m) | 27e       | kwalificatie groep B: 12de met 5,30m                                    |
| Filip Mihaljević | kogelstoten (m)          | 21e       | kwalificatie groep B: 11de met 19,69m                                   |
| Stipe Žunić      | kogelstoten (m)          | 11e       | kwalificatie groep A: 4de met 20,52m finale: 11de met 20,04m            |
|                  |                          |           |                                                                         |
| Andrea Ivančević | 100 m horden (v)         | 13e       | serie 3: 4de in 12,90 halve finale 1: 6de in 12,93                      |
| Matea Matošević  | marathon (v)             | 104e      | 2:50.00                                                                 |
| Marija Vrajić    | marathon (v)             | 119e      | 2:59.24                                                                 |
| Ana Šimić        | hoogspringen (v)         | 22e       | kwalificatie groep A: 12de met 1,89m                                    |
| Blanka Vlašić    | hoogspringen (v)         | Brons     | kwalificatie groep B: 1ste met 1,94m finale: 3de met 1,97m              |
| Sandra Perković  | discuswerpen (v)         | Goud      | kwalificatie groep A: 1ste met 64,81m finale: 1ste met 69,21m           |
| Sara Kolak       | speerwerpen (v)          | Goud      | kwalificatie groep A: 1ste met 64,30m (NR) finale: 1ste met 66,18m (NR) |

### Basketbal
| Olympiër | Discipline | Resultaat | Prestatie |
| --- | ---------- | --------- | --- |
| Luka Babić Filip Krušlin Rok Stipčević Krunoslav Simon Mario Hezonja Dario Šarić Roko Ukić A Darko Planinić Miro Bilan Željko Šakić Marko Arapović Bojan Bogdanović | mannen     | 5e        | groep B: 1ste W van Spanje: 72-70 V van Argentinië: 82-90 W van Brazilië: 80-76 V van Nigeria: 76-90 W van Litouwen: 90-81 kwartfinale: V van Servië: 83-86 |

| Groep B |            |             |             |             |            |            |            |        |
| №       | Land       | Wedstrijden | Wedstrijden | Wedstrijden | Doelpunten | Doelpunten | Doelpunten | Punten |
| №       | Land       | G           | W           | V           | V          | T          | Saldo      | Punten |
| 1       | Kroatië    | 5           | 3           | 2           | 400        | 407        | –7         | 8      |
| 2       | Spanje     | 5           | 3           | 2           | 432        | 337        | +75        | 8      |
| 3       | Litouwen   | 5           | 3           | 2           | 392        | 428        | –36        | 8      |
| 4       | Argentinië | 5           | 3           | 2           | 441        | 428        | +13        | 8      |
| 5       | Brazilië   | 5           | 2           | 3           | 411        | 407        | +4         | 7      |
| 6       | Nigeria    | 5           | 1           | 4           | 392        | 441        | –49        | 6      |

| Ronde       | Datum       | Lokale tijd | MEZT           | Plaats     | Land    | Score   | Land   |
| ----------- | ----------- | ----------- | -------------- | ---------- | ------- | ------- | ------ |
| Groepsfase  |             |             |                |            |         |         |        |
| 7 augustus  | 19:00       | 00:00       | Rio de Janeiro | Kroatië    | 72–70   | Spanje  |        |
| 9 augustus  | 22:30       | 03:30       | Rio de Janeiro | Argentinië | 90–82   | Kroatië |        |
| 11 augustus | 14:15       | 19:15       | Rio de Janeiro | Brazilië   | 76–80   | Kroatië |        |
| 13 augustus | 22:30       | 03:30       | Rio de Janeiro | Kroatië    | 76–90   | Nigeria |        |
| 15 augustus | 22:30       | 03:30       | Rio de Janeiro | Litouwen   | 81–90   | Kroatië |        |
| Kwartfinale | 17 augustus | 22:15       | Rio de Janeiro | 03:15      | Kroatië | 83–86   | Servië |

### Boksen
| Olympiër      | Discipline | Resultaat | Prestatie |
| ------------- | ---------- | --------- | --- |
| Hrvoje Sep    | –81kg (m)  | 9e        | 1ste ronde: W van EGY Salah: 2–1 2de ronde: V van BRA Borges: 0–3                                                       |
| Filip Hrgović | +91kg (m)  | Brons     | 1ste ronde: vrij 2de ronde: W van EGY Demirezen: 3–0 kwartfinale: W van CUB Pero: tko halve finale: V van FRA Yoka: 1–2 |

### Gewichtheffen
| Olympiër   | Discipline | Resultaat | Prestatie                                                    |
| ---------- | ---------- | --------- | ------------------------------------------------------------ |
| Amar Musić | –85kg (m)  | 15e       | trekken: 16de met 150kg stoten: 15de met 186kg totaal: 336kg |

### Gymnastiek
| Olympiër  | Discipline               | Resultaat | Prestatie                                                                             |
| --------- | ------------------------ | --------- | ------------------------------------------------------------------------------------- |
| Filip Ude | paard voltige (m)        | 30e       | kwalificatie: 30ste met 14,333 punten                                                 |
|           |                          |           |                                                                                       |
| Ana Đerek | meerkamp individueel (v) | DNF       | kwalificatie: sprong: 0,000 brug ongelijk: DNS balk: 11,433 vloer: 13,200 totaal: DNF |

### Handbal
| Olympiër | Onderdeel | Resultaat | Prestatie |
| --- | --------- | --------- | --- |
| Ivan Stevanović Domagoj Duvnjak Luka Stepančić Marko Kopljar Jakov Gojun Ivan Pešić Zlatko Horvat Igor Karačić Manuel Štrlek Ivan Čupić Marko Mamić Ivan Slišković Ilija Brozović Krešimir Kozina | mannen    | 5e        | groep A: 1ste V van Qatar: 23-30 W van Argentinië: 27-26 W van Denemarken: 27-24 W van Frankrijk: 29-28 W van Tunesië: 41-26 kwartfinale: V van Polen: 27-30 |

| Groep A |            |             |             |             |             |            |            |            |        |
| #       | Land       | Wedstrijden | Wedstrijden | Wedstrijden | Wedstrijden | Doelpunten | Doelpunten | Doelpunten | Punten |
| #       | Land       | G           | W           | G           | V           | V          | T          | Saldo      | Punten |
| 1       | Kroatië    | 5           | 4           | 0           | 1           | 147        | 134        | +13        | 8      |
| 2       | Frankrijk  | 5           | 4           | 0           | 1           | 152        | 126        | +26        | 8      |
| 3       | Denemarken | 5           | 3           | 0           | 2           | 136        | 127        | +9         | 6      |
| 4       | Qatar      | 5           | 2           | 1           | 2           | 122        | 127        | −5         | 5      |
| 5       | Argentinië | 5           | 1           | 0           | 4           | 110        | 126        | −16        | 2      |
| 6       | Tunesië    | 5           | 0           | 1           | 4           | 118        | 145        | −27        | 1      |

| Ronde       | Datum       | Lokale tijd | MEZT           | Plaats         | Land    | Score     | Land  |
| ----------- | ----------- | ----------- | -------------- | -------------- | ------- | --------- | ----- |
| Groepsfase  |             |             |                |                |         |           |       |
| 7 augustus  | 09:30       | 14:30       | Rio de Janeiro | Kroatië        | 23−30   | Qatar     |       |
| 9 augustus  | 21:50       | 02:50       | Rio de Janeiro | Argentinië     | 26−27   | Kroatië   |       |
| 11 augustus | 14:40       | 19:40       | Rio de Janeiro | Denemarken     | 24−27   | Kroatië   |       |
| 13 augustus | 11:30       | 16:30       | Rio de Janeiro | Kroatië        | 29−28   | Frankrijk |       |
| 15 augustus | 19:50       | 00:50       | Rio de Janeiro | Kroatië        | 41−26   | Tunesië   |       |
| Kwartfinale | 17 augustus | 20:30       | 01:30          | Rio de Janeiro | Kroatië | 27−30     | Polen |

### Judo
| Olympiër      | Discipline | Resultaat | Prestatie                             |
| ------------- | ---------- | --------- | ------------------------------------- |
| Barbara Matić | –70kg (v)  | 17e       | 1ste ronde: V van PUR Pérez: waza-ari |

### Roeien
| Olympiër                              | Discipline      | Resultaat | Prestatie |
| ------------------------------------- | --------------- | --------- | --- |
| Damir Martin                          | skiff (m)       | Zilver    | serie 6: 2de in 7.23,08 kwartfinale 4: 1ste in 6.44,44 halve finale 1: 2de in 6.59,43 finale: 2de in 6.41,34 |
| Martin Sinković VS Valent Sinković VS | dubbel-twee (m) | Goud      | serie 3: 1ste in 6.30,09 halve finale 1: 1ste in 6.12,27 finale: 1ste in 6.50,28                             |

### Schietsport
| Olympiër            | Discipline                 | Resultaat | Prestatie |
| ------------------- | -------------------------- | --------- | --- |
| Petar Gorša         | 10m luchtgeweer (m)        | 7e        | kwalificatie: 3de met 628,0 punten (104,7-105,0-104,8-104,7-104,7-104,1) finale: 7de met 101,0 punten                                |
| Petar Gorša         | 50m geweer 3 houdingen (m) | 9e        | kwalificatie: 9de met 1174 punten (389-397-388)                                                                                      |
| Petar Gorša         | 50m geweer liggend (m)     | 20e       | kwalificatie: 20ste met 621,9 punten (103,5-103,9-100,9-104,7-104,6-104,3)                                                           |
| Giovanni Cernogoraz | trap (m)                   | 9e        | kwalificatie: 9de met 116 punten (23-21-23-25-24)                                                                                    |
| Josip Glasnović     | trap (m)                   | Goud      | kwalificatie: 3de met 120 punten (25-22-25-25-23) halve finale: 1ste met 15 punten finale: W van ITA Pellielo: 13–13, shoot-off: 4–3 |
|                     |                            |           | |
| Valentina Gustin    | 10m luchtgeweer (v)        | 23e       | kwalificatie: 23ste met 413,9 punten (105,4-101,2-103,1-104,2)                                                                       |
| Snježana Pejčić     | 10m luchtgeweer (v)        | 7e        | kwalificatie: 7de met 416,0 punten (104,3-102,9-103,5-105,3) finale: 7de met 102,0 punten                                            |
| Snježana Pejčić     | 50m 3 houdingen (v)        | 12e       | kwalificatie: 12de met 580 punten (194-199-187)                                                                                      |
| Tanja Perec         | 50m 3 houdingen (v)        | 29e       | kwalificatie: 29ste met 572 punten (188-198-186)                                                                                     |
| Marija Marović      | 10m luchtpistool (v)       | 33e       | kwalificatie: 33ste met 377 punten (92-95-94-96)                                                                                     |

### Schoonspringen
| Olympiër      | Discipline   | Resultaat | Prestatie                          |
| ------------- | ------------ | --------- | ---------------------------------- |
| Marcela Marić | 3m plank (v) | 25e       | voorronde: 25ste met 271,40 punten |

### Taekwondo
| Olympiër         | Discipline | Resultaat | Prestatie                                                                 |
| ---------------- | ---------- | --------- | ------------------------------------------------------------------------- |
| Filip Grgić      | –68kg (m)  | 11e       | voorronde: V van ESP González: 3–4                                        |
|                  |            |           |                                                                           |
| Lucija Zaninović | –49kg (v)  | 7e        | voorronde: W van KAZ Jesbergenova: 18–7 kwartfinale: V van FRA Aziez: 3–4 |
| Ana Zaninović    | –57kg (v)  | 11e       | 1ste ronde: V van IRI Alizadeh: 6–7                                       |

### Tafeltennis
| Olympiër      | Discipline    | Resultaat | Prestatie |
| ------------- | ------------- | --------- | --- |
| Andrej Gaćina | enkelspel (m) | 17e       | voorronde: vrij 1ste ronde: vrij 2de ronde: vrij 3de ronde: V van GBR Drinkhall: 2–4 (11-8, 10-12, 9-11, 8-11, 11-5, 8-11) |

### Tennis
| Olympiër                   | Discipline     | Resultaat | Prestatie |
| -------------------------- | -------------- | --------- | --- |
| Marin Čilić                | enkelspel (m)  | 9e        | 1ste ronde: W van BUL Dimitrov: 6–1, 6–4 2de ronde: W van MDA Albot: 6–3, 6–4 3de ronde: V van FRA Monfils: 7–6 (6), 3–6, 4–6 |
| Borna Ćorić                | enkelspel (m)  | 33e       | 1ste ronde: V van FRA Simon: 4–6, 6–7 (1)                                                                                     |
| Marin Čilić Marin Draganja | dubbelspel (m) | 17e       | 1ste ronde: V van SRB Đoković/Zimonjić: 2–6, 2–6                                                                              |
|                            |                |           | |
| Ana Konjuh                 | enkelspel (v)  | 17e       | 1ste ronde: W van GER Beck: 7–6 (5), 6–1 2de ronde: V van ESP Navarro: 6–7 (5), 3–6                                           |

### Waterpolo
| Olympiër | Onderdeel | Resultaat | Prestatie |
| --- | --------- | --------- | --- |
| Josip Pavić A VO Damir Burić Antonio Petković Luka Lončar Maro Joković Luka Bukić Marko Marcan Andro Bušlje Sandro Sukno Ivan Krapić Anđelo Šetka Xavier García Marko Bijač | mannen    | Zilver    | groep B: 2de W van Verenigde Staten: 7-5 W van Montenegro: 8-7 V van Spanje: 4-9 W van Italië: 10-7 V van Frankrijk: 8-9 kwartfinale: W van Brazilië: 10-6 halve finale: W van Montenegro: 12-8 finale: V van Servië: 7-11 |

| Groep B |                  |             |             |             |            |            |            |            |        |
| #       | Land             | Wedstrijden | Wedstrijden | Wedstrijden | Doelpunten | Doelpunten | Doelpunten | Doelpunten | Punten |
| #       | Land             | G           | W           | G           | V          | V          | T          | Saldo      | Punten |
| 1       | Spanje           | 5           | 3           | 1           | 1          | 46         | 35         | +11        | 7      |
| 2       | Kroatië          | 5           | 3           | 0           | 2          | 37         | 37         | 0          | 6      |
| 3       | Italië           | 5           | 3           | 0           | 2          | 40         | 41         | –1         | 6      |
| 4       | Montenegro       | 5           | 2           | 1           | 2          | 36         | 32         | +4         | 5      |
| 5       | Verenigde Staten | 5           | 2           | 0           | 3          | 35         | 35         | 0          | 4      |
| 6       | Frankrijk        | 5           | 1           | 0           | 4          | 28         | 42         | –14        | 0      |

| Ronde        | Datum       | Lokale tijd | MEZT           | Plaats           | Land       | Score      | Land    |
| ------------ | ----------- | ----------- | -------------- | ---------------- | ---------- | ---------- | ------- |
| Groepsfase   |             |             |                |                  |            |            |         |
| 6 augustus   | 10:20       | 15:20       | Rio de Janeiro | Verenigde Staten | 5–7        | Kroatië    |         |
| 8 augustus   | 20:50       | 01:50       | Rio de Janeiro | Kroatië          | 8–7        | Montenegro |         |
| 10 augustus  | 20:50       | 01:50       | Rio de Janeiro | Spanje           | 9–4        | Kroatië    |         |
| 12 augustus  | 10:20       | 15:20       | Rio de Janeiro | Kroatië          | 10–7       | Italië     |         |
| 14 augustus  | 16:50       | 21:50       | Rio de Janeiro | Frankrijk        | 9–8        | Kroatië    |         |
| Kwartfinale  | 16 augustus | 15:10       | 20:10          | Rio de Janeiro   | Brazilië   | 6–10       | Kroatië |
| Halve finale | 18 augustus | 12:20       | 17:20          | Rio de Janeiro   | Montenegro | 8–12       | Kroatië |
| Finale       | 20 augustus | 17:50       | 22:50          | Rio de Janeiro   | Kroatië    | 7–11       | Servië  |

### Wielersport
| Olympiër          | Discipline       | Resultaat | Prestatie |
| ----------------- | ---------------- | --------- | --------- |
| Kristijan Đurasek | wegwedstrijd (m) | 18e       | 6:13.36   |
| Matija Kvasina    | wegwedstrijd (m) | DNF       | DNF       |

### Worstelen
| Olympiër       | Discipline     | Resultaat      | Prestatie |
| Grieks-Romeins | Grieks-Romeins | Grieks-Romeins | Grieks-Romeins |
| -------------- | -------------- | -------------- | --- |
| Božo Starčević | –75kg (m)      | 5e             | kwalificatie: vrij 1ste ronde: W van TUR Çebi: 2–1 kwartfinale: W van Verenigde Staten Bisek: 2–0 halve finale: V van RUS Vlasov: 3–6 bronzen finale: V van KOR Kim: 4–6 |

### Zeilen
| Olympiër                  | Discipline       | Resultaat | Prestatie                                          |
| ------------------------- | ---------------- | --------- | -------------------------------------------------- |
| Luka Mratović             | RS:X (m)         | 24e       | 245 punten: (13-11-15-21-DNF-19-27-18-34-26-31-30) |
| Tonči Stipanović          | Laser            | Zilver    | 76 punten: (1-5-7-12-6-7-28-9-7-3-18)              |
| Ivan Kljaković-Gašpić     | Finn (m)         | 5e        | '89 punten: (6-8-10-15-8-8-4-10-2-13-20)           |
| Šime Fantela Igor Marenić | 470 (m)          | Goud      | 43 punten: (1-2-4-1-3-3-4-8-6-3-16)                |
| Petar Cupać Pavle Kostov  | 49er (m)         | 15e       | 122 punten: (9-17-11-10-11-1-18-18-15-13-8-10)     |
|                           |                  |           |                                                    |
| Tina Mihelić              | Laser Radial (v) | 13e       | 124 punten: (DSQ-3-11-10-4-14-DNF-5-23-16)         |

### Zwemmen
| Olympiër        | Discipline          | Resultaat | Prestatie                                               |
| --------------- | ------------------- | --------- | ------------------------------------------------------- |
| Mario Todorović | 50m vrije slag (m)  | 40e       | serie 6: 2de in 22,65                                   |
|                 |                     |           |                                                         |
| Matea Samardžić | 100m rugslag (v)    | 13e       | serie 4: 5de in 1.00,46 halve finale 2: 7de in 1.00,60  |
| Matea Samardžić | 200m rugslag (v)    | 15e       | serie 2: 5de in 2.10,51 halve finale 2: 8ste in 2.09,83 |
| Matea Samardžić | 400m wisselslag (v) | 17e       | serie 2: 1ste in 4.39,41                                |